# ポーケン
ポーケン (Poken)は、スイスのPoken SA社が、開発したデジタル名刺ガジェットで、ストラップにつけて、いつでも携帯可能な新しいコミュニケーションツール。

## 概要
自分のポーケンの“手”を　相手のポーケンの手とタッチさせることで、お互いのプロフィール情報が、交換される仕組みになっている。
ポーケンのキャラクター部分を取り外すとUSB端子があり、それをインターネットに接続できるパソコンに接続し、HTMLファイルを開いて、ポーケンのWebサイトにアクセスすることで、プロフィール交換をした相手のデジタル名刺の閲覧や管理ができる。

## デジタル名刺
デジタル名刺に表示できる内容は、姓、名、ニックネーム、電話番号等の他に各種ネットワークサービスのID等を表示させることができる。
主なネットワークサービスとして、Facebook, GREE, mixi, MySpace, orkut, twitter 等のソーシャルネットワークや AIM, MSN, Skype, Google Talk 等のインスタントメッセージに対応している。
また、複数のアイデンティティを作成することが可能で、使い分けることができる。(2009.4末時点で機能はdisableとなっている）

## ポーケンの種類
現在発売されている"ポーケン"は、次の19種類。
- ALIEN
- ALIEN2
- BABY
- BEE
- CAVEMAN
- DRAGON
- FOX
- FRANKY
- GEISHA
- GHOST
- MAD K
- NINJA
- PANDA
- RAP STAR
- ROCK STAR
- TIGER
- TIGERESS
- VAMPIRE
- VOODOO

## ポイントシステム
ポーケンの購入やポーケン同士のタッチ等で、ポイントが蓄積されていく独自のポイントシステムがある。
ポイント数によって、以下のランクがある。
- POKEN FAN
- POKEN FANATIC
- POKEN PROMOTER